# Нарам (Мазендеран)
Нарам (перс. نرم) — село в Ірані, у дегестані Паїн-Хіябан-е Літкух, у Центральному бахші, шагрестані Амоль остану Мазендеран. За даними перепису 2006 року, його населення становило 19 осіб, що проживали у складі 4 сімей.

## Клімат
Середня річна температура становить 14,48 °C, середня максимальна – 31,92 °C, а середня мінімальна – -5,12 °C. Середня річна кількість опадів – 201 мм.
| Клімат поселення                              | Клімат поселення | Клімат поселення | Клімат поселення | Клімат поселення | Клімат поселення | Клімат поселення | Клімат поселення | Клімат поселення | Клімат поселення | Клімат поселення | Клімат поселення | Клімат поселення | Клімат поселення |
| Показник                                      | Січ.             | Лют.             | Бер.             | Квіт.            | Трав.            | Черв.            | Лип.             | Серп.            | Вер.             | Жовт.            | Лист.            | Груд.            |                  |
| Середній максимум, °C                         | 9,81             | 11,27            | 15,86            | 21,96            | 27,36            | 31,44            | 31,92            | 31,22            | 28,25            | 22,61            | 16,14            | 11,42            |                  |
| Середня температура, °C                       | 2,36             | 3,81             | 8,40             | 14,50            | 19,90            | 23,98            | 25,14            | 24,43            | 21,47            | 15,82            | 9,34             | 4,64             |                  |
| Середній мінімум, °C                          | −5,12            | −3,66            | 0,92             | 7,03             | 12,44            | 16,52            | 18,35            | 17,64            | 14,67            | 9,02             | 2,54             | −2,15            |                  |
| Норма опадів, мм                              | 35               | 41               | 47               | 27               | 9                | 2                | 1                | 0                | 0                | 3                | 7                | 29               |                  |
| Середньомісячна швидкість вітру, м/с          | 1.52             | 1.88             | 2.40             | 2.80             | 2.68             | 2.98             | 3.39             | 3.02             | 2.34             | 1.95             | 1.97             | 1.65             |                  |
| Середньомісячна сонячна радіація, кДж/м²·день | 10199            | 13160            | 15595            | 19715            | 23524            | 26304            | 26396            | 24696            | 21413            | 16719            | 12001            | 9823             |                  |
| --------------------------------------------- | ---------------- | ---------------- | ---------------- | ---------------- | ---------------- | ---------------- | ---------------- | ---------------- | ---------------- | ---------------- | ---------------- | ---------------- | ---------------- |
| Джерело:                                      |                  |                  |                  |                  |                  |                  |                  |                  |                  |                  |                  |                  |                  |